# Station Newhaven Harbour
Newhaven Harbour is een spoorwegstation van National Rail in Newhaven (Lewes) in Engeland. Het station is eigendom van Network Rail en wordt beheerd door Southern. 

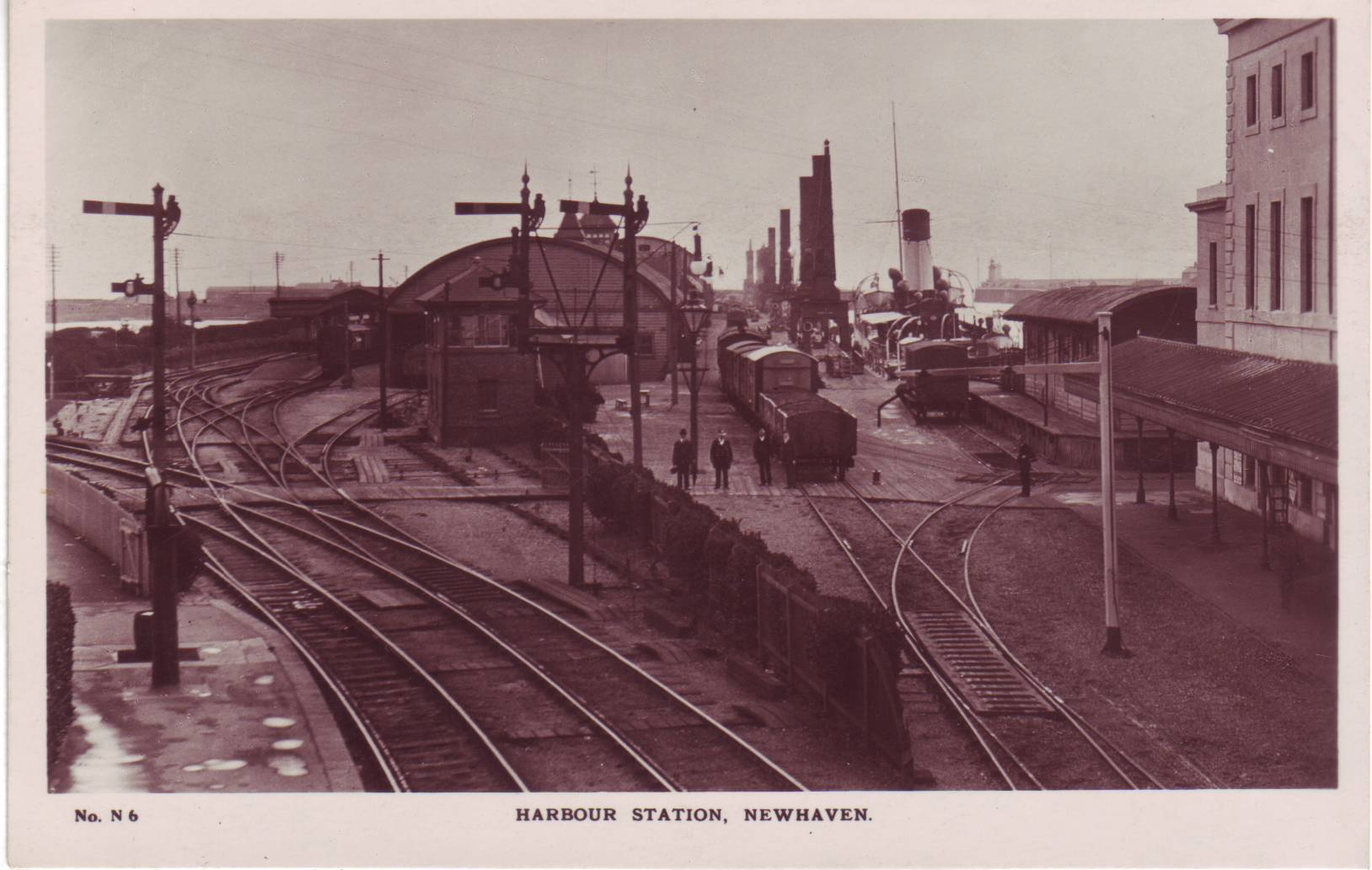
Circa 1900